# Promachus grisiventris
Promachus grisiventris är en tvåvingeart som beskrevs av Becker 1913. Promachus grisiventris ingår i släktet Promachus och familjen rovflugor. Inga underarter finns listade i Catalogue of Life.